# Баротселенд

Баротселенд

Баротселенд (англ.  Barotseland) — історична область на території сучасних Намібії, Ботсвани, Зімбабве, Замбії та Анголи. Є етнічною територією племен лозі і боротсе. Баротселенд являє собою союз з більш ніж 20 окремих племен народу лозі на чолі із володарем (літунгою).

## Список літунг
Ньямбе (бог)
Мванасолундви Муюнда Мумбо ва Мулонга
Іньямбо